# 金井茂
金井 茂（かない しげる、1968年10月18日 - ）は、日本の俳優、政治家。無所属の江戸川区議会議員（4期）。東京都江戸川区出身。株式会社CES所属。
旧芸名は金井 シゲル（読み同じ）、伊達 駿太郎（だて しゅんたろう）。

## 来歴・人物
安田学園高校から明治学院大学文学部英文科を中退後、1992年に自ら応募した日本テレビ開局40年記念イベント「第1回ミスター日本コンテスト」で準グランプリを獲得。オスカープロモーションに所属し『世紀末御三家』の一人として芸能界デビュー。
1995年『重甲ビーファイター』に片霧大作 / ジースタッグ役で出演。翌1996年には映画『嗚呼!!花の応援団』では主演となる青田赤道役を務めた。
1997年には『電磁戦隊メガレンジャー』に早川裕作 / メガシルバー役で出演。スーパー戦隊シリーズ初となるシルバー戦士に変身する青年を演じた。
その後オスカープロを離れ、高瀬道場への移籍の際に前出の伊達駿太郎へと改名するが、フロム・ファーストプロダクションへの移籍に際して再び芸名を元に戻す。その後古巣のオスカープロのモデル本部での所属を経て、現事務所へ移籍の際に再び芸名を変更。
かなりのアナログ人間で、デジタル機器が大の苦手とのこと。
俳優業の傍ら、元妻と共に美容サロンを目黒区自由が丘で経営していた（2008年に離婚）。
2010年12月に地元江戸川区議会議員選挙に於いて、民主党公認で立候補を表明。2011年4月24日に行われた選挙で、4606票を獲得し10位で当選。2015年4月26日に行われた選挙で4026票を獲得し22位で再選。所属会派はえどがわ区民の会　(副幹事長)。2019年4月21日に行われた選挙では国民民主党公認で出馬し三選。2020年9月の旧国民民主党と旧立憲民主党の合流には参加せず、以降無所属として活動している。2023年4月23日に行われた選挙でも無所属で出馬し5738票を獲得し8位で四選。

## 出演

### テレビドラマ
- メタルヒーローシリーズ（ビーファイター）
  - 重甲ビーファイター（1995年 - 1996年、ANB / 東映） - 片霧大作 / ジースタッグ 役
  - ビーファイターカブト 第25話「帰ってきたアイツ達!」 - 第27話「6大戦士絶体絶命」・第47話「BFの父 老師死す!!」（1996年 - 1997年、ANB / 東映） - 片霧大作 / ジースタッグ 役
- 将軍の隠密!影十八 第6話「つぐない・過去を消した女」・第19話「女の意地・ワイロのからくり、闇裁き」（1996年、ANB / 東映）
- 電磁戦隊メガレンジャー（1997年 - 1998年、ANB / 東映） - 早川裕作 / メガシルバー 役
- 火曜サスペンス劇場「女監察医・室生亜季子22・指紋〜通り魔事件の第三の被害者は何をやってもツキのない女〜」（1997年5月6日、NTV系 / 東映） - 吉岡政治（覚醒剤常習者・元暴力団組員） 役
- はみだし刑事情熱系PART-V 第7話「死ぬな秋本!!男の涙と意地・最後の闘い」（2000年、ANB / 東映） - 新藤 役
- 暴れん坊将軍 第十一部 第1話「吉宗、炎の生還」（2001年、ANB / 東映） - 黒瀬 役
- 暴れん坊将軍 第十二部 第1話「美しき狙撃者!和歌山城燃ゆ!!」（2002年、ANB / 東映） - 尾藤 役
- はみだし刑事情熱系PART-VI 第18話「少年と刑事、涙の絆　哀しき複合殺人の謎」（2002年、ANB / 東映） - 小暮 役
- 黒革の手帖スペシャル〜白い闇（2006年、テレビ朝日）
- 相棒Season 1 第11話「右京撃たれる〜特命係15年目の真実」（2002年、ANB / 東映） - 小野田官房長付SP 役
- バンビ〜ノ! 第6話（2007年）
- ハマドラ（2008年、禅ピクチャーズ） - 大神龍二 役
- 水曜ミステリー9「森村誠一サスペンス 刑事の証明1・顔のない死体!」（2008年7月、テレビ東京 / 国際放映） - 熊代 役
- トミカヒーロー レスキューファイアー 第37話「緊急出場 レスキューフォース」（2009年、テレビ愛知） - タツヤの父親 役

### 映画
- 武闘の帝王2（1995年）
- 劇場版 重甲ビーファイター（1995年、東映） - 片霧大作 / ジースタッグ 役[7]
- 嗚呼!!花の応援団（1996年） - 主演・青田赤道 役
- WASABI（2001年）
- 相棒 -劇場版- 絶体絶命! 42.195km 東京ビッグシティマラソン（2008年）
- 芸者VS忍者（2008年）[8] - 片桐兵衛 役
- 相棒 -劇場版II- 警視庁占拠! 特命係の一番長い夜（2010年） - 梅津道弘 役

### オリジナルビデオ
- 世紀末博狼伝サガ（1997年 - 1998年） - サガ 役
- 電磁戦隊メガレンジャーVSカーレンジャー（1998年、東映 / 東映ビデオ） - 早川裕作 / メガシルバー 役
- 男組（1998年）

### CM
- バンダイ「メガシルバー変身シリーズ」（1997年）

### 玩具
- 電磁戦隊メガレンジャー 戦隊職人 デジタイザー&バトルライザー -MEGAREAL EDITION-（2019年1月）
- 電磁戦隊メガレンジャー 戦隊職人 ケイタイザー -MEGAREAL EDITION-（2019年2月）
- 重甲ビーファイター ビーコマンダー COMPLETE EDITION（2022年6月）